# Municipalité rurale
 (octobre 2015).
Le contenu est difficilement compréhensible vu les erreurs de traduction, qui sont peut-être dues à l'utilisation d'un logiciel de traduction automatique.
Une municipalité rurale, souvent abrégé en RM, est une forme de municipalité dans les provinces canadiennes du Manitoba et de Saskatchewan, comparable aux comtés ou aux cantons.

## Histoire
L'ordonnance municipale de 1883 a été décrétée par les Territoires-du-Nord-Ouest pour fournir des services à un secteur rural et pour fournir quelques moyens de régir au niveau municipal. La Saskatchewan et l'Alberta sont devenus des provinces en 1905. Ordonnance territoriale occidentale du nord de travail de statut d'issues de gouvernement (1897) et ensembles de zones du feu, de zones de travail de statut et de feu (SLF) ou de zones de travail de statut. Les résidents de la Communauté pourraient payer des impôts ou fournir des jours d'un couple par routes de construction de travail de section quarte, les ponts, pare-feu au lieu de payer des impôts. Le feu de prairie au XIXe siècle devasting des affaires. Des zones du feu plus tard se sont appelées les zones de Local Improvement qu'elles-mêmes ont été reformées dans les municipalités rurales.
En Saskatchewan, les zones locales d'amélioration (1898), typiquement appelées LDA, étaient les précurseurs de municipalités rurales. Décembre 13, scie 1909 le commencement de la cessation des zones locales d'amélioration en faveur de plus petits secteurs municipaux ruraux. Typiquement, un RM se compose d'environ neuf banlieues noires, chaque 6 milles par six milles dans le secteur. Les secteurs arrangés des populations plus denses pourraient former les municipalités urbaines avec comme le gouvernement de village, ou de ville. Au-dessus de la ligne d'arbre en Saskatchewan nordique la grande zone locale nordique d'amélioration a été remplacée par le département de Saskatchewan nordique en 1972 et n'a pas été subdivisée en plus petites municipalités rurales.
Alberta a eu les zones numériques d'amélioration qui sont devenues les zones municipales.